# Westbulgarisches Reich

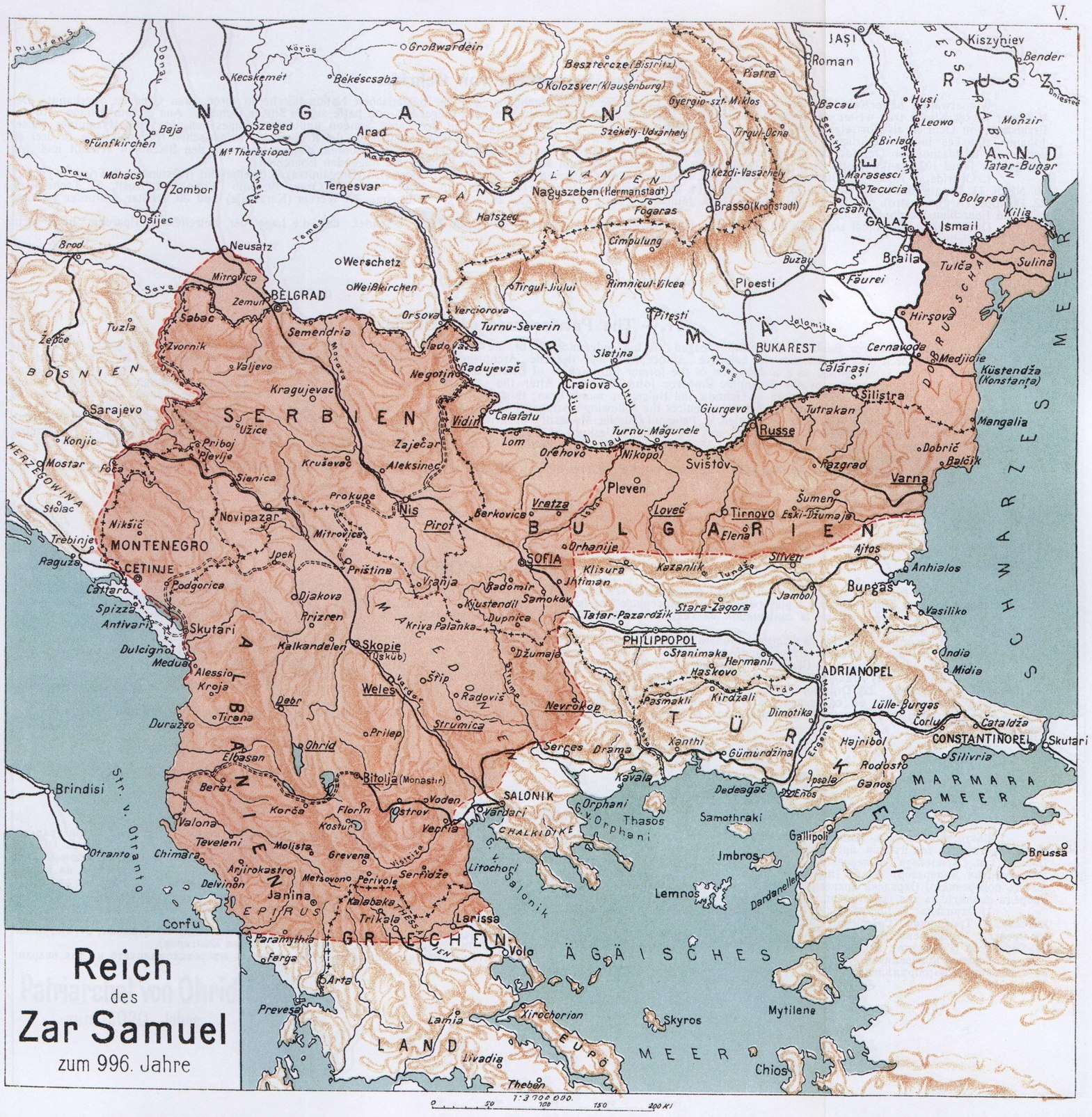
Das Westbulgarische Reich im Jahre 996

Als Westbulgarisches Reich wird in der Geschichtsschreibung gelegentlich der westliche Teil des Bulgarenreiches nach 969 bezeichnet, dessen östliche Hälfte in den Jahren von 969 bis 971 erst von den Russen und dann von den Byzantinern erobert wurde. Der westliche Teil blieb aber unbesetzt, und unter den Kometopouloi-Brüdern wurde er der Kern eines wiederbelebten Bulgarischen Reiches, dessen geographisches und politisches Zentrum sich aber nicht mehr in Niedermösien (im heutigen Nord-Bulgarien) befand, sondern fortan um Ohrid in Makedonien bestand.
Deswegen haben manche Historiker wie Gyula Moravcsik diesen Staat als Mazedonisches bzw. Makedonisches Reich von seinem (ost-)bulgarischen Vorgänger differenziert, ein Begriff, der im sozialistischen Jugoslawien durch Georg Ostrogorsky verbreitet war und heute vor allem noch in der nordmazedonischen Schulbildung und Geschichtsschreibung, sowie Politik Verwendung findet. Darüber hinaus bezeichnete das Oxford Dictionary of Byzantium bereits 1991 die Diskussion ob Zar Samuil ein Mazedonisches, Westbulgarisches oder Bulgarisches Reich gegründet hat, als ahistorisch und wertete diese als Versuch zeitgenössische ethnische Unterschiede in der Vergangenheit zu projizieren.  2022 legten bulgarischen und nordmazedonischen Historiker, als Teil einer gemeinsamen Geschichts- und Schulbuchkommission den Streit bei. Damit erkannte die nordmazedonische Seite an, dass die Mehrheit der internationalen, modernen Geschichtswissenschaft Samuil als einen bulgarischen Herrscher an der Spitze eines mittelalterlichen bulgarischen Staates auf dem Gebiet des heutigen Nordmazedonien ansieht. Weiter verpflichtete sich die nordmazedonische Seite diese Formulierung in den nordmazedonischen Geschichts-, und Schulbüchern auch umzusetzen.
Ebenso umstritten ist die Verwendung dieser Begriffe auch für das von dem Bulgaren Kuwer um 680 gegründete Khaganat von Bitola (ebenfalls in der Landschaft Makedonien liegend), welches sich zu Beginn des 8. Jahrhunderts mit dem bulgarischen Hauptreich seines Bruders Asparuch vereinigte.

## Vorgeschichte
Das bulgarische Reich des Zaren Peter I. wurde 968 vom russischen Großfürsten Swjatoslaw I. überfallen. Um seinen Staat gegen die Petschenegen zu verteidigen, unterbrach Swjatoslaw seinen Feldzug, kehrte aber im Frühling des nächsten Jahres (969) zurück und eroberte mehrere Städte im Osten des bulgarischen Reiches sowie dessen Hauptstadt Preslaw. Preslaw blieb allerdings nicht lange in russischen Händen. Dem byzantinischen Kaiser Johannes I. gelang es 971, diese unter Kontrolle zu bekommen und die Russen von der Balkanhalbinsel zu vertreiben. Die byzantinischen Expansionspläne wurden aber von Samuil – dem Sohn „eines bei den Bulgaren großmächtigen Komes“ – behindert. Er stand mehrere Jahrzehnte lang an der Spitze eines intakten bulgarischen Staates, dessen Hauptstadt in der Gegend um den Prespasee lag. Unklar und unter Historikern umstritten ist die Frage, wann dieses westbulgarische Reich entstanden ist.

## Haus Komitopuli

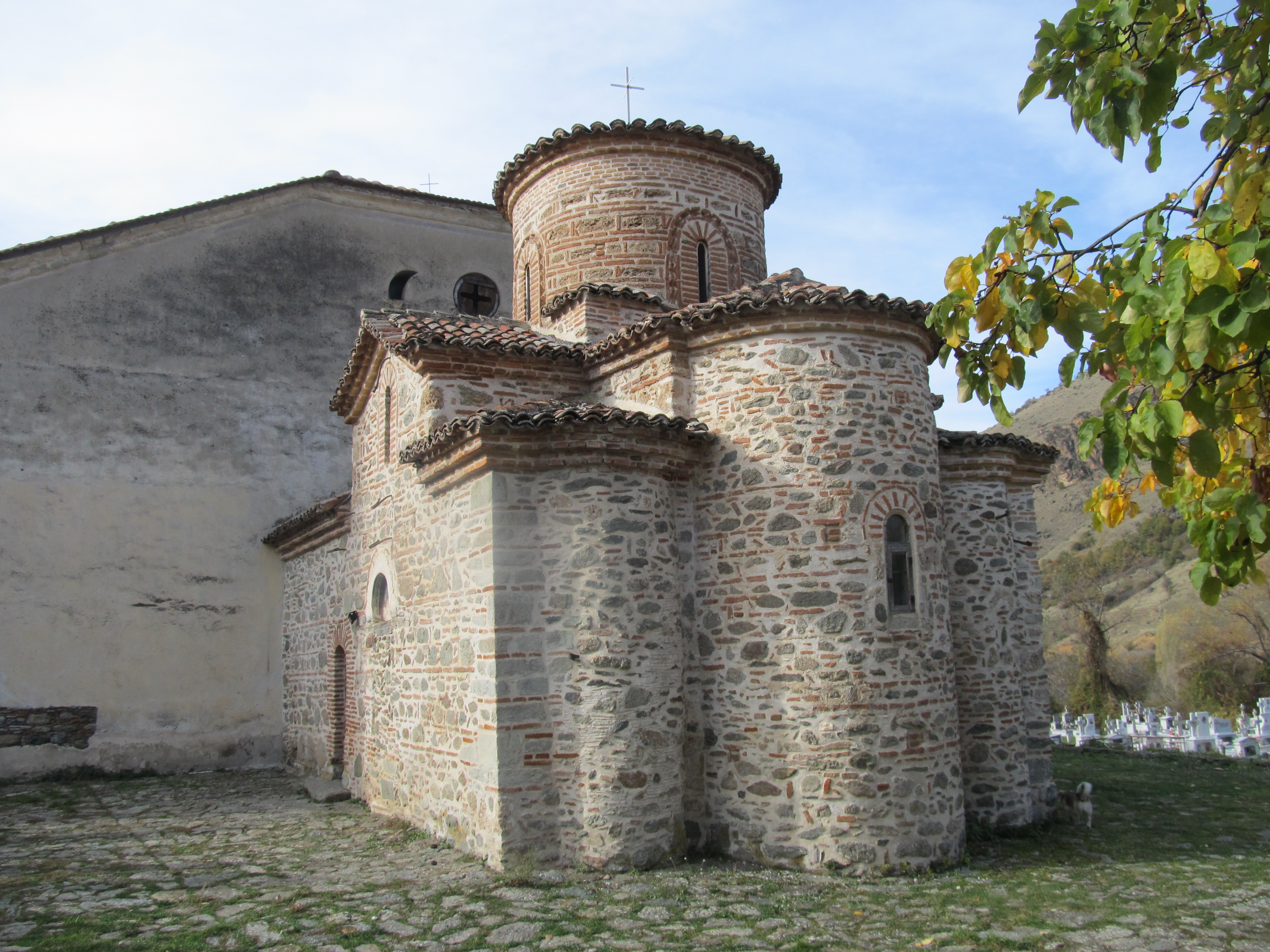
Die Kirche Agios Germanos im gleichnamigen Dorf (Regionalbezirk Florina), wo das Grab von Samuils Vater gefunden wurde

Der bulgarische Historiker Marin Drinow, der als Erster den Begriff Westbulgarisches Reich verwendete, stellte Ende des 19. Jh. die Hypothese auf, dass es 963 zu einer Abspaltung eines Teiles des bulgarischen Reiches unter der Führung des Komes Schischman (angeblich Samuils Vater) gekommen sein sollte. Nach der Entdeckung des Grabes von Samuils Vater wurde klar, dass er nicht Schischman, sondern Nikola hieß. In den ersten Jahrzehnten des 20. Jahrhunderts folgte eine Revision der bis dahin herrschenden Auffassungen. Heutzutage werden drei Theorien diskutiert:
- Nach der ersten haben die vier Söhne von Nikola – die Kometopouloi (Komitopuli): David, Moses, Aron und Samuil das westbulgarische Reich in Opposition gegen die Zentralmacht in Preslaw 969 gegründet.
- Nach der zweiten ist dieses deshalb entstanden, weil die Byzantiner den Westteil des bulgarischen Reiches nicht eroberten und sich die Komitopulen dort behaupten konnten.
- Die dritte Theorie besagt, dass der byzantinische Kaiser das gesamte bulgarische Reich unterwerfen konnte und dass die Komitopulen 976 an der Spitze einer Revolte standen.

## Epilog

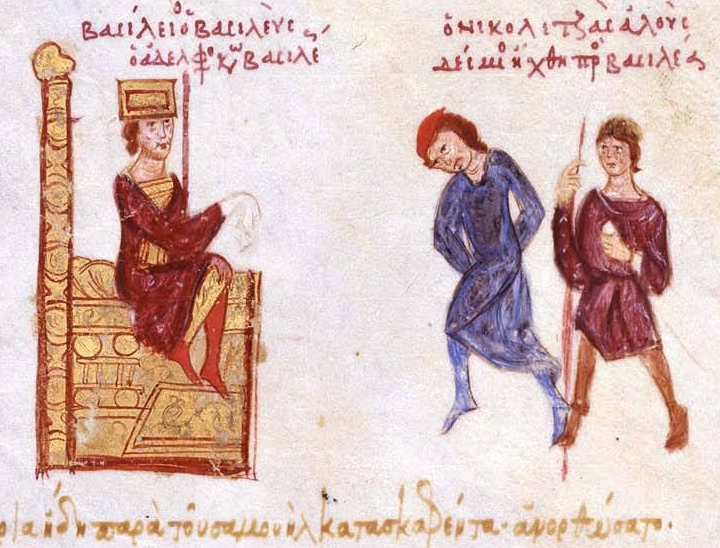
Basileios II. und Nikolitza (Madrider Bilderhandschrift des Skylitzes)